# Tour de France 1960
| 47. Tour de France 1960 – Endstand |                       |                           |
| Streckenlänge                      | 21 Etappen, 4171,8 km | 21 Etappen, 4171,8 km     |
| Toursieger                         | Gastone Nencini       | 112:08:42 h (37,200 km/h) |
| Zweiter                            | Graziano Battistini   | + 5:02 min                |
| Dritter                            | Jan Adriaensens       | + 10:24 min               |
| Vierter                            | Hennes Junkermann     | + 11:21 min               |
| Fünfter                            | Jozef Planckaert      | + 13:02 min               |
| Sechster                           | Raymond Mastrotto     | + 16:12 min               |
| Siebenter                          | Arnoldo Pambianco     | + 17:58 min               |
| Achter                             | Henry Anglade         | + 19:17 min               |
| Neunter                            | Marcel Rohrbach       | + 20:02 min               |
| Zehnter                            | Imerio Massignan      | + 23:28 min               |
| Punktewertung                      | Jean Graczyk          | 74 P.                     |
| Zweiter                            | Graziano Battistini   | 40 P.                     |
| Dritter                            | Gastone Nencini       | 35 P.                     |
| Bergwertung                        | Imerio Massignan      | 56 P.                     |
| Zweiter                            | Marcel Rohrbach       | 52 P.                     |
| Dritter                            | Graziano Battistini   | 44 P.                     |
| Teamwertung                        | Frankreich            | Frankreich                |

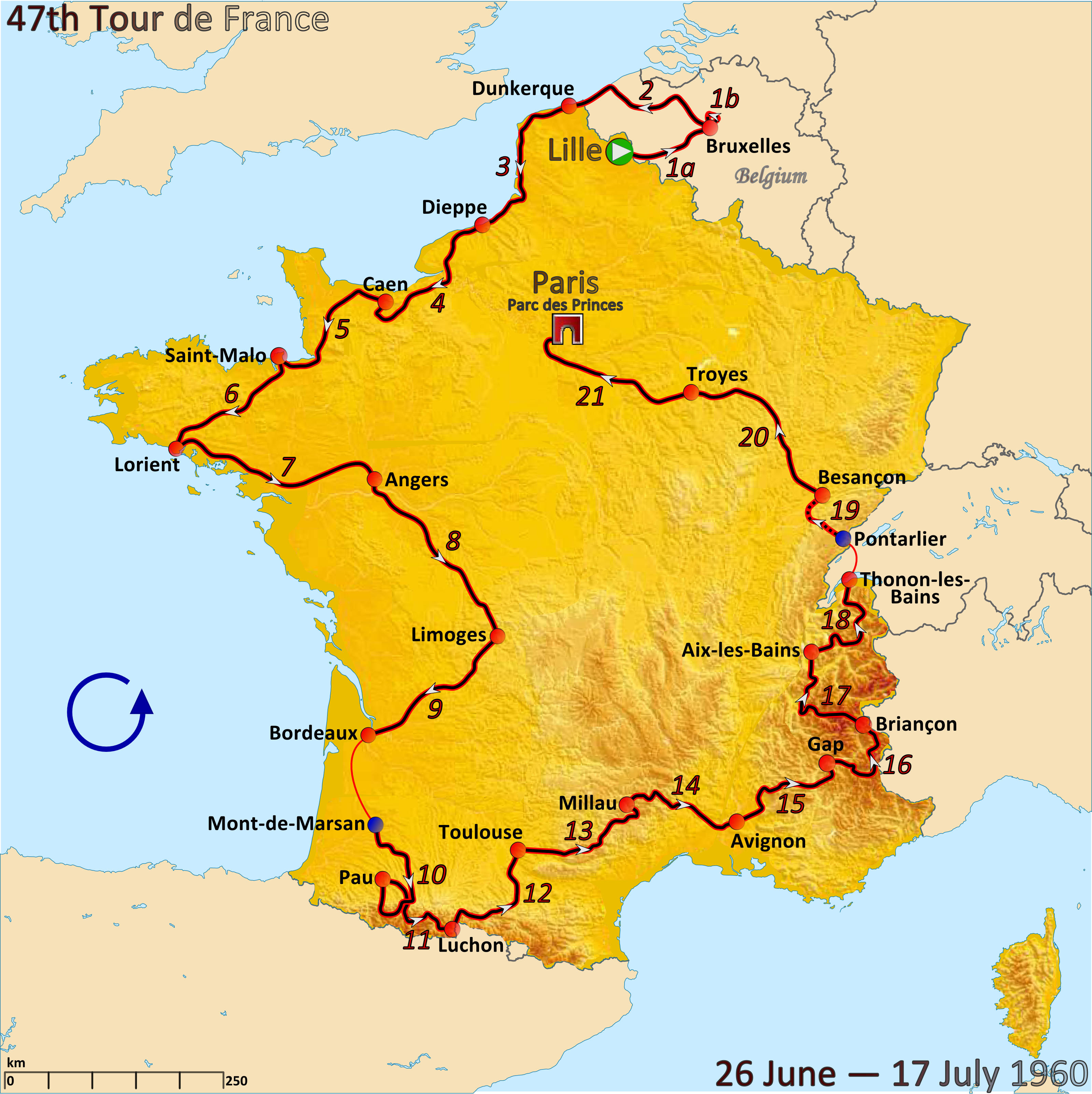
Karte der Tour de France 1960

Die 47. Tour de France fand vom 26. Juni bis 17. Juli 1960 statt und führte auf 21 Etappen über 4173 Kilometer. Jacques Anquetil startete 1960 nur beim Giro d’Italia, so dass der Franzose Roger Rivière als Favorit ins Rennen ging. Es nahmen 128 Rennfahrer teil, von denen 81 klassifiziert wurden.

## Rennverlauf
Rivière gewann das erste Einzelzeitfahren auf der zweiten Etappe, doch der Italiener Gastone Nencini übernahm nach einem zweiten Platz im Zeitfahren das Gelbe Trikot. Nencini konnte das Trikot zunächst nur für zwei Tage tragen; dann übernahm es Joseph Groussard, anschließend der Vorjahreszweite Henry Anglade aus Frankreich. Auch Jan Adriaensens konnte für einige Tage die Führung übernehmen, ehe die Fahrer die Pyrenäen erreichten.
Auf der zehnten Etappe übernahm dann Nencini wieder das Gelbe Trikot, Rivière lag nach seinem Etappensieg in Pau zu diesem Zeitpunkt nur eine halbe Minute hinter dem Italiener. Zwar konnte der Italiener den Vorsprung auf der nächsten Etappe noch vergrößern, allerdings lag Rivière noch in Reichweite. Auf der 14. Etappe von Millau nach Avignon stürzte der Franzose auf der Abfahrt vom Col du Perjuret in eine Schlucht und verletzte sich so schwer, dass er seine Radsportkarriere beenden musste.
Nencini konnte die Tour de France mit einem Rekordschnitt von 37,210 km/h vor seinem Landsmann Graziano Battistini gewinnen, Adriaensens belegte den dritten Rang. Jean Graczyk aus Frankreich sicherte sich nach vier Etappensiegen auch das Grüne Trikot, die Bergwertung gewann der Italiener Imerio Massignan.
Zum ersten Mal seit dem Zweiten Weltkrieg gab es ein deutsches Nationalteam, seit 1958 waren deutsche Fahrer in einem deutsch-schweizerischen Team unterwegs gewesen. Hennes Junkermann verpasste als bester Deutscher den dritten Platz in der Gesamtwertung um eine knappe Minute.

## Die Etappen
| Etappen       | Start – Ziel                     | km         | Etappensieger        | Gelbes Trikot    |
| ------------- | -------------------------------- | ---------- | -------------------- | ---------------- |
| 1. Etappe (a) | Lille – Brüssel (BEL)            | 108        | Julien Schepens      |                  |
| 1. Etappe (b) | Brüssel (BEL) – Brüssel (BEL)    | 27,8 (EZF) | Roger Rivière        | Gastone Nencini  |
| 2. Etappe     | Brüssel (BEL) – Malo-les-Bains   | 206        | René Privat          | Gastone Nencini  |
| 3. Etappe     | Malo-les-Bains – Dieppe          | 209        | Nino Defilippis      | Joseph Groussard |
| 4. Etappe     | Dieppe – Caen                    | 211        | Jean Graczyk         | Henry Anglade    |
| 5. Etappe     | Caen – Saint-Malo                | 189        | André Darrigade      | Henry Anglade    |
| 6. Etappe     | Saint-Malo – Lorient             | 191        | Roger Rivière        | Jan Adriaensens  |
| 7. Etappe     | Lorient – Angers                 | 244        | Graziano Battistini  | Jan Adriaensens  |
| 8. Etappe     | Angers – Limoges                 | 240        | Nino Defilippis      | Jan Adriaensens  |
| 9. Etappe     | Limoges – Bordeaux               | 225        | Martin Van Geneugden | Jan Adriaensens  |
| 10. Etappe    | Mont-de-Marsan – Pau             | 228        | Roger Rivière        | Gastone Nencini  |
| 11. Etappe    | Pau – Luchon                     | 161        | Kurt Gimmi           | Gastone Nencini  |
| 12. Etappe    | Luchon – Toulouse                | 176        | Jean Graczyk         | Gastone Nencini  |
| 13. Etappe    | Toulouse – Millau                | 224        | Louis Proost         | Gastone Nencini  |
| 14. Etappe    | Millau – Avignon                 | 217        | Martin Van Geneugden | Gastone Nencini  |
| 15. Etappe    | Avignon – Gap                    | 187        | Michel van Aerde     | Gastone Nencini  |
| 16. Etappe    | Gap – Briançon                   | 172        | Graziano Battistini  | Gastone Nencini  |
| 17. Etappe    | Briançon – Aix-les-Bains         | 229        | Jean Graczyk         | Gastone Nencini  |
| 18. Etappe    | Aix-les-Bains – Thonon-les-Bains | 215        | Fernando Manzaneque  | Gastone Nencini  |
| 19. Etappe    | Pontarlier – Besançon            | 83 (EZF)   | Rolf Graf            | Gastone Nencini  |
| 20. Etappe    | Besançon – Troyes                | 229        | Pierre Beuffeuil     | Gastone Nencini  |
| 21. Etappe    | Troyes – Paris                   | 200        | Jean Graczyk         | Gastone Nencini  |